# BMW F01
Die Baureihe F01 des 7er-Modells von BMW löste am 15. November 2008 das seit 2001 produzierte Modell der Oberklasselimousine E65 ab.
Die Modelle mit einem verlängerten Radstand (+140 mm) tragen intern die eigene Baureihenbezeichnung F02 und sind in der Verkaufsbezeichnung mit einem L gekennzeichnet.
Im Herbst 2015 wurde der BMW F01 von der neuen Baureihe G11, die am 10. Juni 2015 vorgestellt wurde, abgelöst. Der G11 ist der erste BMW auf der neuen modularen 35up-Plattform.

## Modellgeschichte

### Allgemeines
Am 3. Juli 2008 wurde die Baureihe in München der Presse vorgestellt. Seine formale Messepremiere hatte das Modell im Oktober 2008 auf dem Pariser Automobilsalon.
Das Design des 7ers der fünften Generation greift Elemente der beiden Vorgängermodelle E38 und E65 sowie der 2007 vorgestellten Studie Concept CS auf. Der Kofferraum, dessen Deckel nicht aufgesetzt wirkt wie beim direkten Vorgänger, fasst 500 Liter.

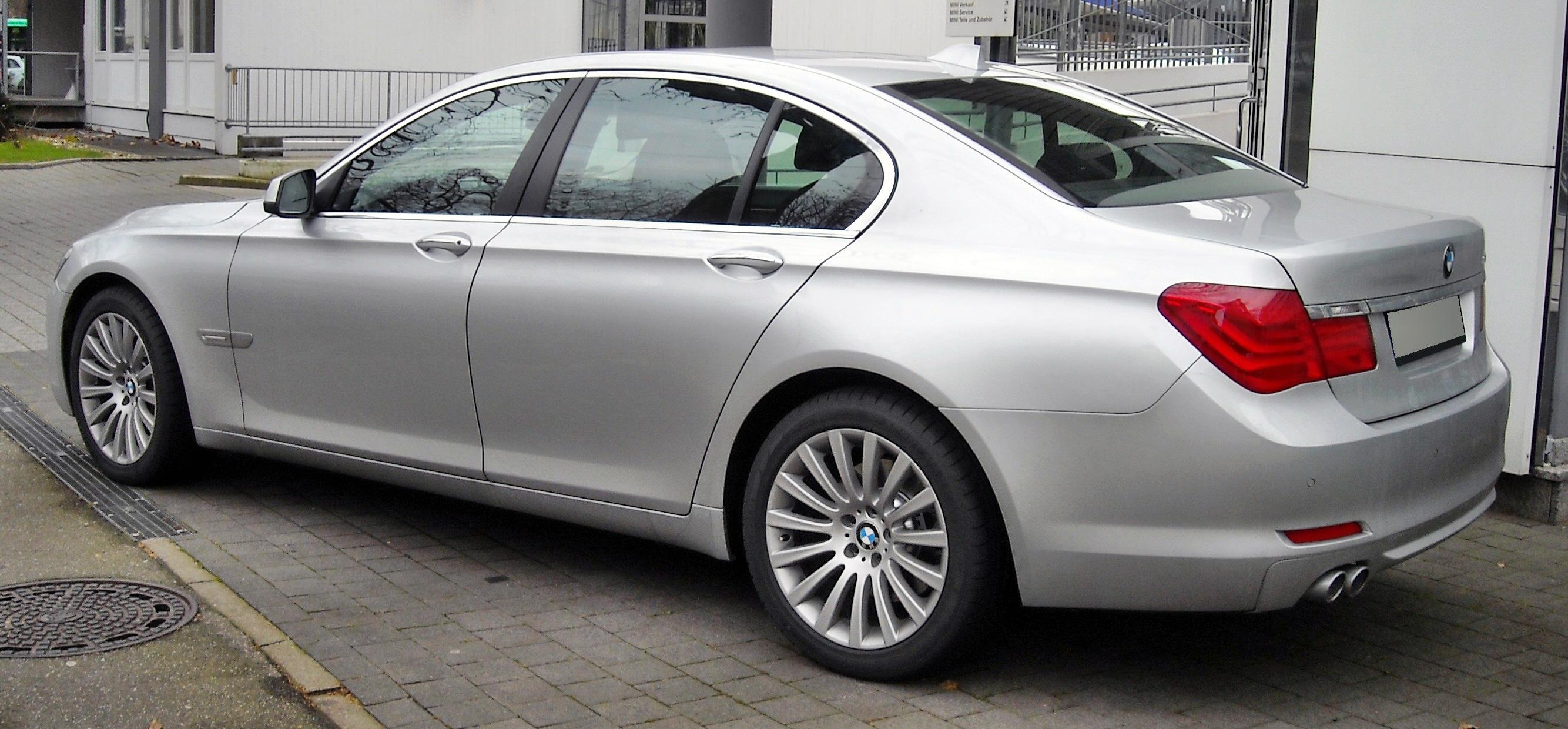
Heckansicht
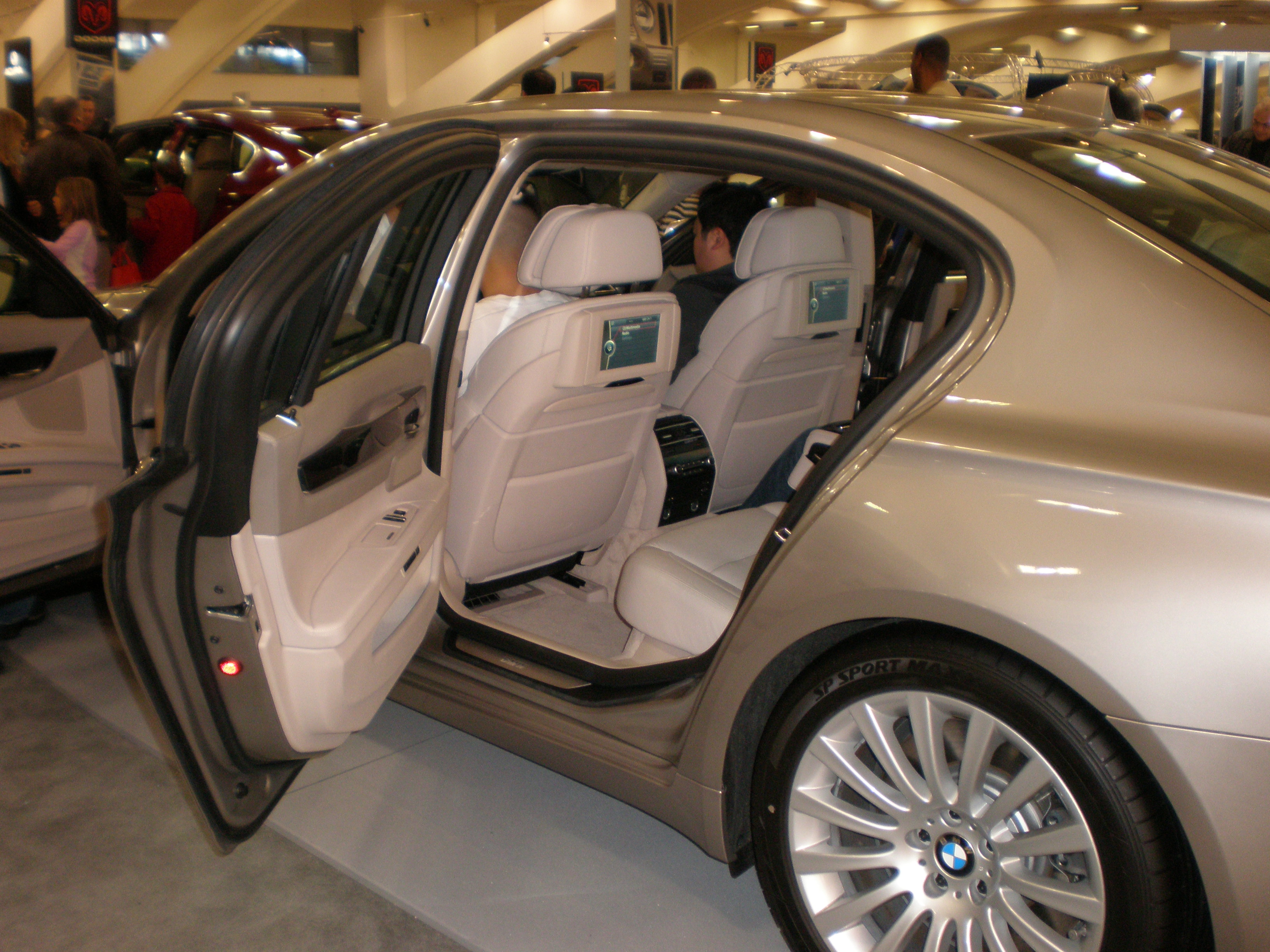
Fond-Innenraum
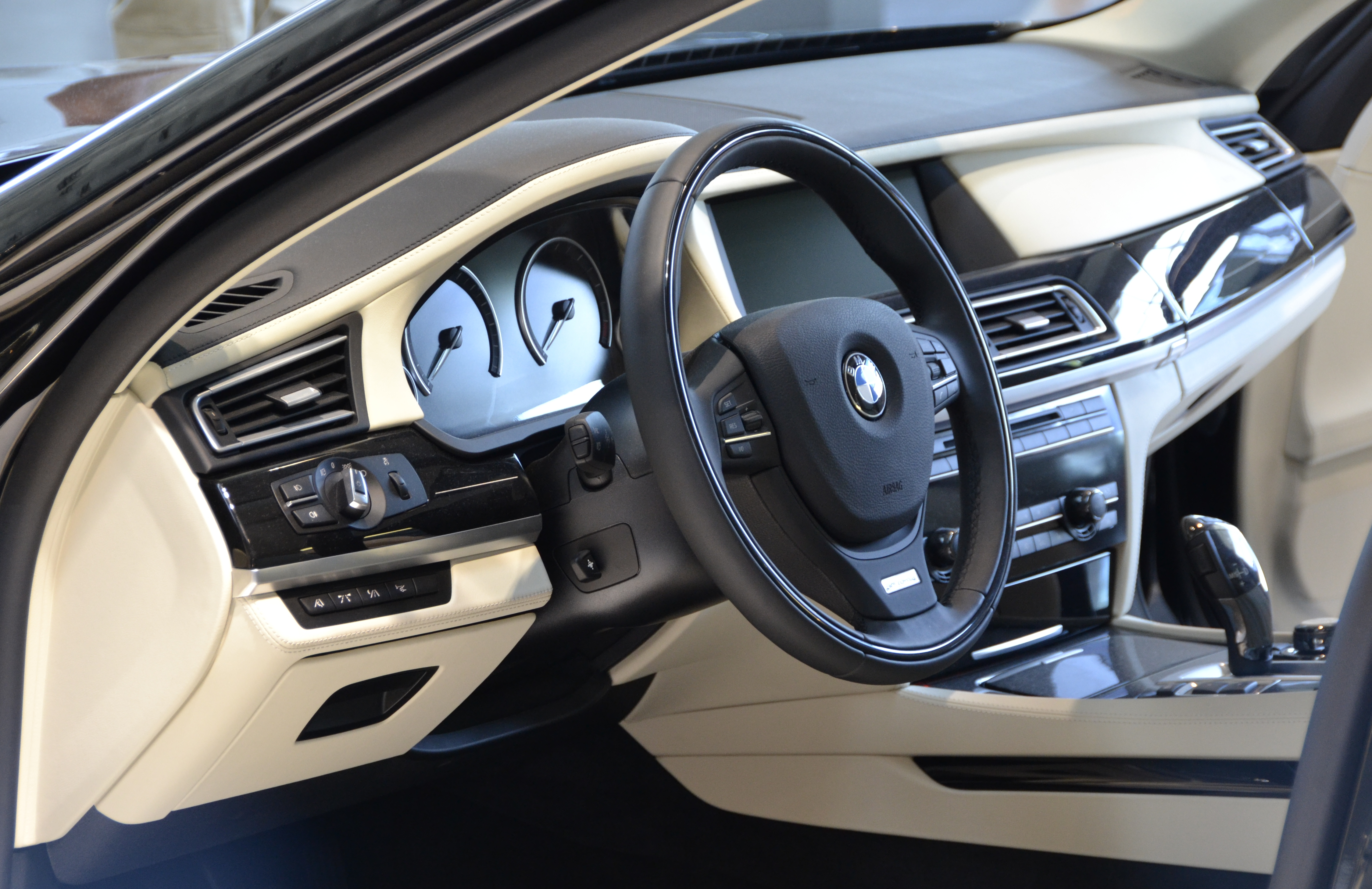
Instrumententafel
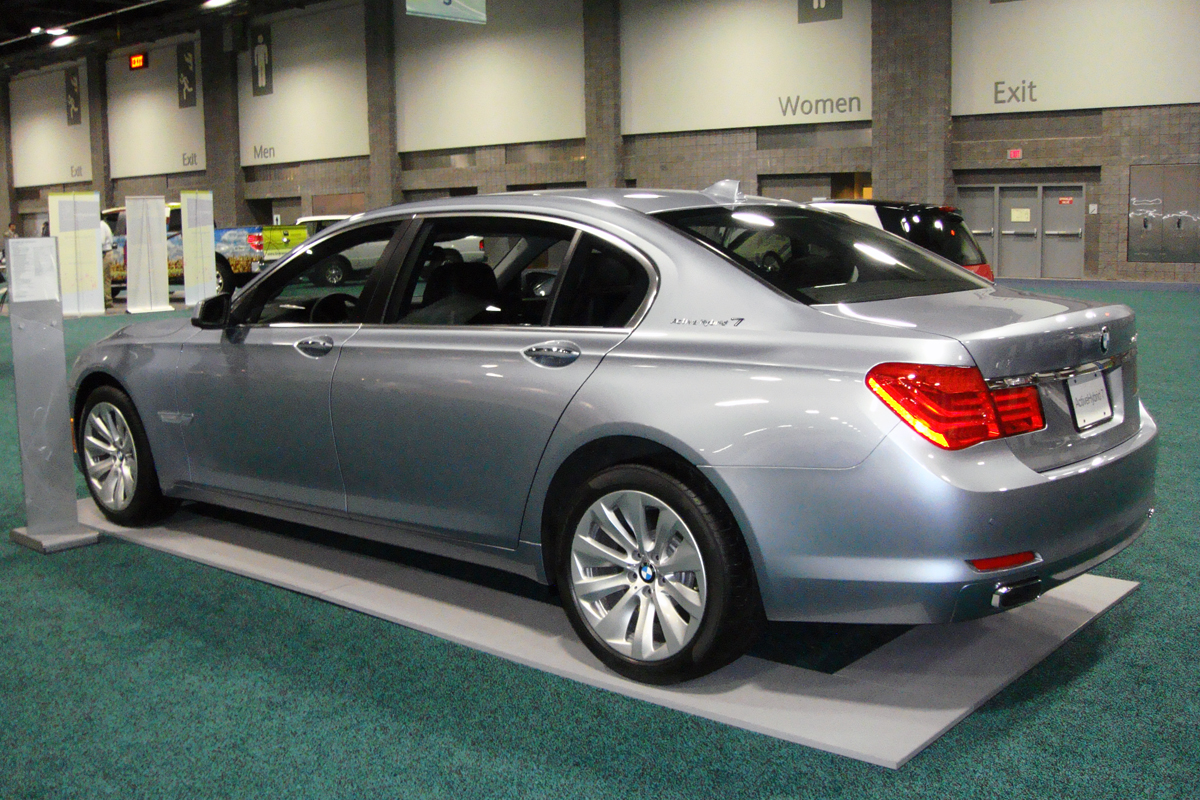
BMW ActiveHybrid 7

### Modellpflege

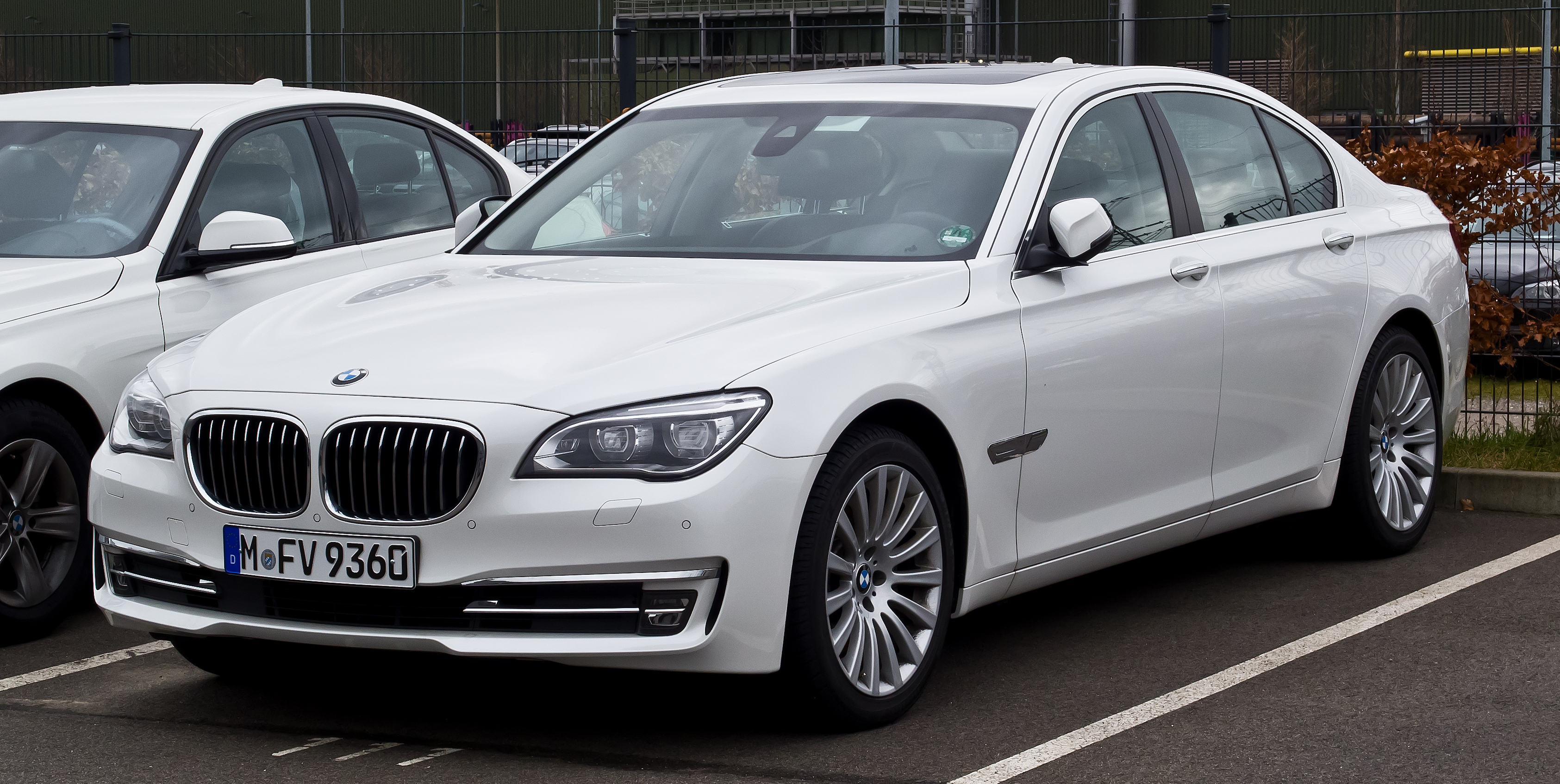
BMW 730d xDrive (2012–2015)

Im Juli 2012 erfuhr die Baureihe eine dezente Modellpflege.
Äußerlich sind die überarbeiteten Modell der 7er-Reihe nur an der leicht geänderten BMW-Niere, modifizierten Stoßfänger sowie Scheinwerfern zu erkennen.
Innen sind schlanker wirkende Sitze, ein neues Zentral-Display mit 3D-Optik, unterschiedliche Anzeigegrafiken (Rot, Blau und Grün), serienmäßigen ZF-Achtstufen-Automatikgetriebe, Voll-LED-Scheinwerfer und überarbeiteter Elektronik für den LED-Fernlichtassistent (BMW Selective Beam blendfreies Fernlicht und Dynamic Light Spot Fußgängermarkierung).
Auch drei neue Motoren kamen nun zum Einsatz:
der 740i (3,0-l-Reihensechszylinder-Ottomotor) mit 235 kW, der 750i (4,4-l-V8-Ottomotor) mit einer maximalen Leistung von 330 kW und der 750d xDrive (3,0-l-Reihensechszylinder-Dieselmotor) mit einer maximalen Leistung von 280 kW.

## Ausstattung samt Assistenzsystemen
- Fahrerorientiertes Cockpit mit Display in Black-Panel-Technologie (ein Bildschirm für alle Instrumente im Instrumententräger, auf den Chromringe aufgeklebt sind; mit variabler Bildschirmdarstellung der Anzeigen und Zeiger[8])
- Elektronischer Gangwahlhebel des serienmäßigen Automatikgetriebes wieder in der Mittelkonsole angebracht (beim Vorgänger am Lenkrad)
- iDrive mit hochauflösendem 7-Zoll-Display (10,2 Zoll beim überwiegend aufpreispflichtigen Navigationssystem)

Im F01 gab es – teilweise gegen Aufpreis – mehrere Fahrerassistenzsystemen wie
- Abstandsregeltempomat mit Stop-&-Go-Funktion (automatische Beschleunigung aus dem Stand und Abbremsen bis zum Stillstand) und Auffahrwarnung,
- Spurwechselassistent,
- Spurhalteassistent,
- Nachtsicht-Assistent „Night Vision“ (samt Personenerkennung mit Einsatz einer Infrarotkamera).[9] Ab 07/2012 mit Dynamic Light Spot, der erkannte Fußgänger anstrahlt.
- Head-up-Display,
- Surround View (das Fahrzeug wird im Control Display aus der Vogelperspektive dargestellt)
- Rückfahrkamera,
- Sideview (zwei Kameras in den vorderen Kotflügeln, die nach links und rechts blicken) sowie
- Tempolimit-Anzeige. Hierfür prüft eine Kamera Straßenschilder mit Geschwindigkeitsbeschränkungen. Diese werden im Tachometer sowie im Head-Up-Display angezeigt.

## Technik

### Motorisierung und Antrieb

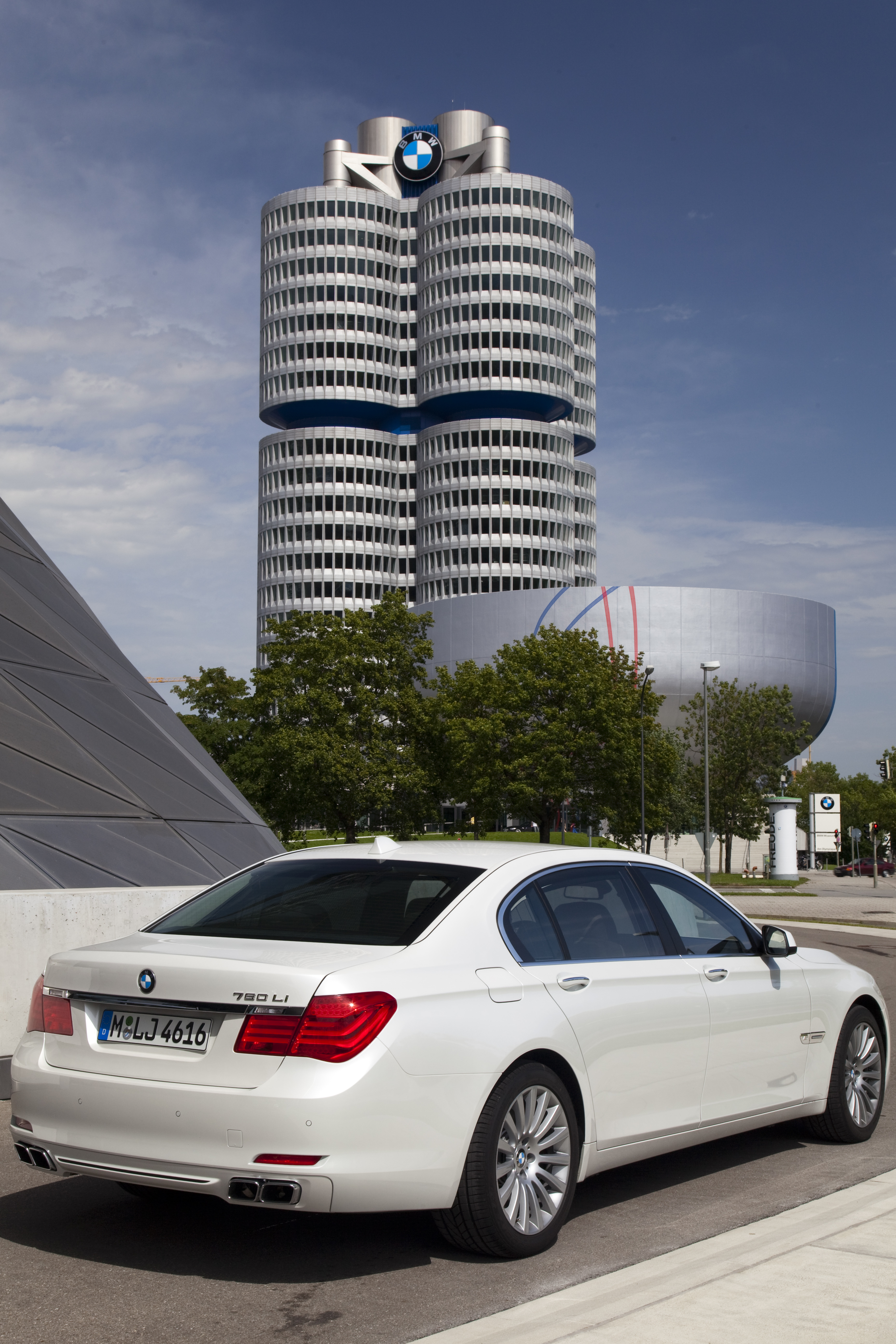
BMW 760Li mit doppelbordigen, trapezförmigen Duplex-Auspuffendrohren vor dem BMW-Vierzylinder parkend

Der 7er war zunächst in drei Motorvarianten erhältlich: Der 740i hat einen Dreiliter-Reihensechszylindermotor mit zwei Turboladern, der maximal 240 kW leistet und einen Normverbrauch von 9,9 Liter Super Plus auf 100 Kilometer hat. Auch der 750i mit 4,4-Liter-V8-Motor hat zwei Turbolader, leistet maximal 300 kW und verbraucht 11,4 Liter Super Plus auf 100 Kilometer. Die zunächst einzige Dieselmotorversion war der 730d mit Dreiliter-Reihensechszylindermotor, einer maximalen Leistung von 180 kW und einem Normverbrauch von 7,2 Litern Dieselkraftstoff auf 100 Kilometer.
Der 760i und ein neu entwickelter Biturbo-Reihensechszylinder-Dieselmotor im 740d mit einer maximalen Leistung von 225 kW wurden später eingeführt. Durch die Biturbo-Bauweise hat der 740d im Normzyklus trotz deutlich höherer Leistung nahezu den gleichen Kraftstoffverbrauch wie der 730d und unterbietet damit andere Oberklasse-Dieselfahrzeuge selber Leistung teilweise deutlich.
Komponenten für einen Mildhybrid-Antrieb wurden in Zusammenarbeit mit Daimler entwickelt.
Für den 730d/Ld war zusätzlich ein Speicherkatalysator (Marketingbegriff von BMW: BluePerformance Technologie) erhältlich, durch den der  Stickoxidausstoß reduziert und somit die Euro-6-Norm erreicht werden soll.
Zunächst gab es für die Modelle 750i, 750li auch den Allradantrieb xDrive; ab 2009 auf Wunsch für den 740d.
Mit dem Facelift, welches ab dem 21. Juli 2012 erhältlich war, wurden auch die Motoren überarbeitet: Der 730d leistet maximal 190 kW, während der 740d nun auf 230 kW kommt. Neu war der dreifach aufgeladene (Mehrstufige Aufladung) Dieselmotor mit einer maximalen Leistung von 280 kW im 750d xDrive.
Der 750i erstarkte auf eine maximale Leistung von 330 kW, der 740i auf 235 kW, der 760i mit V12-Motor blieb unverändert. Im BMW 750d war der Allradantrieb xDrive serienmäßig, im 730d und 750i gegen Aufpreis erhältlich.

### Sicherheit
Alle F01 haben neben ABS (mit Bremsassistent und Cornering Brake Control) Drei-Punkt-Sicherheitsgurte auf allen Sitzplätzen inklusive Gurtstopper und Gurtschloss-Strammer an den Vordersitzen und ein ESP mit Antriebsschlupfregelung (bei BMW Dynamische Stabilitäts-Control, DSC bzw. Dynamische Traktions-Control, DTC genannt). Insgesamt haben sie acht Airbags (Fahrer/Beifahrer, vier Kopfairbags und Seitenairbag für Fahrer und Beifahrer), sowie aktive Kopfstützen vorn.

### Fahrwerk
Die Fahrdynamik Control mit den Stufen „Eco Pro“, „Comfort+“, „Comfort“, „Sport“ und „Sport+“ erlaubte Änderung der Fahrwerks-, Lenkungs- samt Motor- und Getriebeeigenschaften, der Fahrerlebnisschalter für Wankstabilisierung (Adaptive Drive), Elektronische Dämpfer Control (EDC) und Luftfederung, die hinten ab 07/2012 serienmäßig war. Sie ermöglichte auch die Niveauregulierung an der Hinterachse.

## 7er High Security (F03)
Die Modelle 760Li High Security und 750Li High Security sind gemäß der Prüfrichtlinie BRV 2009 der VPAM zertifiziert und in die Widerstandsklasse 7 eingestuft. Die nichttransparenten Bereiche der Karosserie entsprechen der Widerstandsklasse 9. Die Höchstgeschwindigkeit beider Modelle wird elektronisch auf 210 km/h begrenzt. Intern wird die High-Security-Variante des 7er der fünften Generation als Baureihe F03 bezeichnet.

## Technische Daten

### Ottomotoren
| Bauzeit                                                         | 07/2012 – 06/2015          | 07/2012 – 06/2015          | 08/2008 – 07/2012        | 08/2008 – 07/2012        | 08/2008 – 07/2012          | 08/2008 – 07/2012          | 07/2012 – 06/2015          | 07/2012 – 06/2015          | 09/2009 – 06/2015          | 09/2009 – 06/2015          |                     |   |
| Motorart                                                        | Ottomotor                  | Ottomotor                  | Ottomotor                | Ottomotor                | Ottomotor                  | Ottomotor                  | Ottomotor                  | Ottomotor                  | Ottomotor                  | Ottomotor                  |                     |   |
| Motorbauart                                                     | R6                         | R6                         | R6                       | R6                       | V8                         | V8                         | V8                         | V8                         | V12                        | V12                        |                     |   |
| Gemischaufbereitung                                             | Benzindirekteinspritzung   | Benzindirekteinspritzung   | Benzindirekteinspritzung | Benzindirekteinspritzung | Benzindirekteinspritzung   | Benzindirekteinspritzung   | Benzindirekteinspritzung   | Benzindirekteinspritzung   | Benzindirekteinspritzung   | Benzindirekteinspritzung   |                     |   |
| Aufladung                                                       | ein Abgasturbolader        | ein Abgasturbolader        | zwei Abgasturbolader     | zwei Abgasturbolader     | zwei Abgasturbolader       | zwei Abgasturbolader       | zwei Abgasturbolader       | zwei Abgasturbolader       | zwei Abgasturbolader       | zwei Abgasturbolader       |                     |   |
| variable Ventilsteuerung                                        | Valvetronic                | Valvetronic                | k. A.                    | k. A.                    | k. A.                      | k. A.                      | k. A.                      | k. A.                      | k. A.                      | k. A.                      |                     |   |
| Motortyp                                                        | N55B30                     | N55B30                     | N54B30                   | N54B30                   | N63B44                     | N63B44                     | N63B44TÜ                   | N63B44TÜ                   | N74B60                     | N74B60                     |                     |   |
| Hubraum                                                         | 2979 cm³                   | 2979 cm³                   | 2979 cm³                 | 2979 cm³                 | 4395 cm³                   | 4395 cm³                   | 4395 cm³                   | 4395 cm³                   | 5972 cm³                   | 5972 cm³                   |                     |   |
| max. Leistung bei 1/min                                         | 235 kW (320 PS)/ 5800–6000 | 235 kW (320 PS)/ 5800–6000 | 240 kW (326 PS)/ 5800    | 240 kW (326 PS)/ 5800    | 300 kW (408 PS)/ 5500–6400 | 300 kW (408 PS)/ 5500–6400 | 330 kW (449 PS)/ 5500–6000 | 330 kW (449 PS)/ 5500–6000 | 400 kW (544 PS)/ 5250–6000 | 400 kW (544 PS)/ 5250–6000 |                     |   |
| max. Drehmoment bei 1/min                                       | 450 Nm/ 1300–4500          | 450 Nm/ 1300–4500          | 450 Nm/ 1500–4500        | 450 Nm/ 1500–4500        | 600 Nm/ 1750–4500          | 600 Nm/ 1750–4500          | 650 Nm/ 2000–4500          | 650 Nm/ 2000–4500          | 750 Nm/ 1500–5000          | 750 Nm/ 1500–5000          |                     |   |
| Getriebe, serienmäßig                                           | 8-Gang-Automatikgetriebe   | 8-Gang-Automatikgetriebe   | 6-Gang-Automatikgetriebe | 6-Gang-Automatikgetriebe | 6-Gang-Automatikgetriebe   | 6-Gang-Automatikgetriebe   | 8-Gang-Automatikgetriebe   | 8-Gang-Automatikgetriebe   | 8-Gang-Automatikgetriebe   | 8-Gang-Automatikgetriebe   |                     |   |
| Antrieb, serienmäßig                                            | Hinterradantrieb           | Hinterradantrieb           | Hinterradantrieb         | Hinterradantrieb         | Hinterradantrieb           | Hinterradantrieb           | Hinterradantrieb           | Hinterradantrieb           | Hinterradantrieb           | Hinterradantrieb           |                     |   |
| Antrieb, optional                                               | —                          | —                          | —                        | —                        | Allradantrieb              | Allradantrieb              | Allradantrieb              | Allradantrieb              | —                          | —                          | —                   | — |
| Beschleunigung, 0–100 km/h in s                                 | 5,7                        | 5,7                        | 5,9                      | 6,0                      | 5,2                        | 5,3                        | 4,8                        | 4,8                        | 4,6                        | 4,6                        |                     |   |
| Höchstgeschwindigkeit, km/h                                     | 250 (1)                    | 250 (1)                    | 250 (1)                  | 250 (1)                  | 250 (1)                    | 250 (1)                    | 250 (1)                    | 250 (1)                    | 250 (1)                    | 250 (1)                    |                     |   |
| Kraftstoffverbrauch nach EWG-Richtlinie, kombiniert in l/100 km | 7,9                        | 7,9                        | 9,9                      | 10,0                     | 11,4                       | 11,4                       | 8,6                        | 8,6                        | 12,9                       | 13,0                       |                     |   |
| CO2-Emission, kombiniert in g/km                                | 184                        | 184                        | 232                      | 235                      | 266                        | 266                        | 199                        | 199                        | 299                        | 303                        |                     |   |
| Abgasnorm nach EU-Klassifikation                                | Euro 5                     | Euro 5                     | Euro 5                   | Euro 5                   | Euro 5                     | Euro 5                     | Euro 5                     | Euro 5 / Euro 6 (2)        | Euro 5 / Euro 6 (2)        | Euro 5 / Euro 6 (2)        | Euro 5 / Euro 6 (2) |   |

### Hybrid
Die Modelle mit Hybrid-Antrieb trugen in den ersten 2 Baujahren die eigene Baureihenbezeichnung F04.
|                                                                 | ActiveHybrid 7            | ActiveHybrid 7            |
| --------------------------------------------------------------- | ------------------------- | ------------------------- |
| Typ                                                             | F04                       | F01LCI / F02LCI           |
| Bauzeit                                                         | 04/2010 – 07/2012         | 07/2012 – 06/2015         |
| Motorart                                                        | Ottomotor + Elektromotor  | Ottomotor + Elektromotor  |
| Motorbauart                                                     | V8- + E-Motor             | R6- + E-Motor             |
| Gemischaufbereitung                                             | Benzindirekteinspritzung  | Benzindirekteinspritzung  |
| Aufladung                                                       | zwei Abgasturbolader      | ein Abgasturbolader       |
| variable Ventilsteuerung                                        | k. A.                     | Valvetronic               |
| Motortyp                                                        | N63B44                    | N55B30                    |
| Hubraum                                                         | 4395 cm³                  | 2979 cm³                  |
| Systemleistung bei 1/min                                        | 342 kW / 465 Ps 5500–6000 | 260 kW / 354 Ps 5800–6000 |
| Verbrennungsmotorleistung bei 1/min                             | 330 kW/ 5500–6000         | 235 kW/ 5800–6000         |
| E-Motorleistung                                                 | 15 kW                     | 40 kW                     |
| max. Drehmoment, Otto- + E-Motor bei 1/min                      | 700 Nm/ 2000–4500         | 500 Nm/ 1300–4500         |
| Verbrennungsmotordrehmoment bei 1/min                           | 650 Nm/ 2000–4500         | 450 Nm/ 1300–4500         |
| E-Motordrehmoment                                               | 210 Nm                    | 210 Nm                    |
| Getriebe, serienmäßig                                           | 8-Gang-Automatikgetriebe  | 8-Gang-Automatikgetriebe  |
| Antrieb, serienmäßig                                            | Hinterradantrieb          | Hinterradantrieb          |
| Antrieb, optional                                               | —                         | —                         |
| Beschleunigung, 0–100 km/h in s                                 | 4,9                       | 5,7                       |
| Höchstgeschwindigkeit, km/h                                     | 250 (1)                   | 250 (1)                   |
| Kraftstoffverbrauch nach EWG-Richtlinie, kombiniert in l/100 km | 9,4                       | 6,8                       |
| CO2-Emission, kombiniert in g/km                                | 219                       | 158                       |
| Abgasnorm nach EU-Klassifikation                                | Euro 5                    | Euro 5                    |

### Dieselmotoren
|                                                                 | 730d                                                | 730Ld                                               | 730d (730d xDrive)                                  | 730Ld                                               | 740d (740d xDrive)                                   | 740d (740d xDrive)                                   | 750d xDrive                                                  |
| --------------------------------------------------------------- | --------------------------------------------------- | --------------------------------------------------- | --------------------------------------------------- | --------------------------------------------------- | ---------------------------------------------------- | ---------------------------------------------------- | ------------------------------------------------------------ |
| Bauzeit                                                         | 08/2008 – 06/2012                                   | 02/2009 – 06/2012                                   | 07/2012 – 06/2015                                   | 07/2012 – 06/2015                                   | 09/2009–06/2012                                      | 07/2012 – 06/2015                                    | 05/2012 – 05/2015                                            |
| Motorart                                                        | Dieselmotor                                         | Dieselmotor                                         | Dieselmotor                                         | Dieselmotor                                         | Dieselmotor                                          | Dieselmotor                                          | Dieselmotor                                                  |
| Motorbauart                                                     | R6                                                  | R6                                                  | R6                                                  | R6                                                  | R6                                                   | R6                                                   | R6                                                           |
| Gemischaufbereitung                                             | Common-Rail-Direkteinspritzung                      | Common-Rail-Direkteinspritzung                      | Common-Rail-Direkteinspritzung                      | Common-Rail-Direkteinspritzung                      | Common-Rail-Direkteinspritzung                       | Common-Rail-Direkteinspritzung                       | Common-Rail-Direkteinspritzung                               |
| Aufladung                                                       | ein Abgasturbolader mit variabler Turbinengeometrie | ein Abgasturbolader mit variabler Turbinengeometrie | ein Abgasturbolader mit variabler Turbinengeometrie | ein Abgasturbolader mit variabler Turbinengeometrie | zwei Abgasturbolader mit variabler Turbinengeometrie | zwei Abgasturbolader mit variabler Turbinengeometrie | dreistufiger Abgasturbolader mit variabler Turbinengeometrie |
| Motortyp                                                        | N57D30OL                                            | N57D30OL                                            | N57D30OL                                            | N57D30OL                                            | N57D30TOP                                            | N57D30TOP                                            | N57D30S1                                                     |
| Hubraum                                                         | 2993 cm³                                            | 2993 cm³                                            | 2993 cm³                                            | 2993 cm³                                            | 2993 cm³                                             | 2993 cm³                                             | 2993 cm³                                                     |
| max. Leistung bei 1/min                                         | 180 kW (245 PS)/ 4000                               | 180 kW (245 PS)/ 4000                               | 190 kW (258 PS)/ 4000                               | 190 kW (258 PS)/ 4000                               | 225 kW (306 PS)/ 4400                                | 230 kW (313 PS)/ 4300                                | 280 kW (381 PS)/ 4000–4400                                   |
| max. Drehmoment bei 1/min                                       | 540 Nm/ 1750–3000                                   | 540 Nm/ 1750–3000                                   | 560 Nm/ 1500–3000                                   | 560 Nm/ 1500–3000                                   | 600 Nm/ 1500–2500                                    | 630 Nm/ 1500–2500                                    | 740 Nm/ 2000–3000                                            |
| Getriebe, serienmäßig                                           | 6-Gang-Automatikgetriebe                            | 6-Gang-Automatikgetriebe                            | 8-Gang-Automatikgetriebe                            | 8-Gang-Automatikgetriebe                            | 6-Gang-Automatikgetriebe (8-Gang-Automatikgetriebe)  | 8-Gang-Automatikgetriebe                             | 8-Gang-Automatikgetriebe                                     |
| Antrieb, serienmäßig                                            | Hinterradantrieb                                    | Hinterradantrieb                                    | Hinterradantrieb                                    | Hinterradantrieb                                    | Hinterradantrieb                                     | Hinterradantrieb                                     | Allradantrieb                                                |
| Antrieb, optional                                               | —                                                   | —                                                   | Allradantrieb                                       | —                                                   | Allradantrieb                                        | Allradantrieb                                        | —                                                            |
| Beschleunigung, 0 bis 100 km/h in s                             | 7,2                                                 | 7,3                                                 | 6,1 / (6,0)                                         | 6,2                                                 | 6,3 / (6,0)                                          | 5,5 / (5,4)                                          | 4,9                                                          |
| Höchstgeschwindigkeit, km/h                                     | 245                                                 | 245                                                 | 250                                                 | 250                                                 | 250 (1)                                              | 250 (1)                                              | 250 (1)                                                      |
| Kraftstoffverbrauch nach EWG-Richtlinie, kombiniert in l/100 km | 6,8                                                 | 6,9                                                 | 5,6 / (6,0)                                         | 5,6 / (6,0)                                         | 6,9                                                  | 5,7 / (6,0)                                          | 6,4                                                          |
| CO2-Emission, kombiniert in g/km                                | 178                                                 | 180                                                 | 148 / (158)                                         | 148 / (158)                                         | 181                                                  | 149 / (159)                                          | 169                                                          |
| Abgasnorm nach EU-Klassifikation                                | Euro 5                                              | Euro 5                                              | Euro 5 (mit BluePerformance Euro 6)                 | Euro 5 (mit BluePerformance Euro 6)                 | Euro 5                                               | Euro 5                                               | Euro 6                                                       |

- Werte in Klammern stehen für das Modell mit Allradantrieb xDrive.

## Rückrufe
Von einer am 29. Mai 2018 gestarteten Rückrufaktion sind auch Exemplare des 750d xDrive und des 750Ld xDrive betroffen. Auffällige Messungen der Emissionen im praktischen Fahrbetrieb eines 750d xDrive durch die Deutsche Umwelthilfe im Kontext des Abgasskandals führten zum amtlichen Rückruf des Kraftfahrt-Bundesamts. Die „vorhandenen unzulässigen Abschalteinrichtungen“ in der Motorsteuerung sind durch eine Softwareaktualisierung zu entfernen.

## Auszeichnungen
- Sieger bei der Leserwahl 2009 der Zeitschrift Auto, Motor und Sport mit 26,1 Prozent der Stimmen in der Kategorie Luxusklasse[15]
- IF Product Design Award 2009[16]
- Red Dot Design Award 2009[16]